# Calydorea xiphioides
Calydorea xiphioides (Poepp.) Espinosa es una especie de planta geófita de la familia Iridaceae endémica de Chile, que se le conoce con el nombre común de violeta, lahue o tahay. Posee una floración en la época de primavera entre los meses de octubre y noviembre, siendo una floración efímera de aproximadamente siete (7) horas, sus bulbos han sido citados como comestibles. 

## Sinonimia
Sisyrinchium xiphioides Poepp.(Basónimo); Sisyrinchium grandiflorum Poepp.; Sisyrinchium speciosum Hook.; Calydorea speciosa Herbert

## Descripción morfológica
Planta perenne geófita con bulbo tunicado muy enterrado de color castaño oscuro exteriormente; hojas lineales escasas, plicadas y que sobrepasan las flores. Los ejemplares pueden, alcanzar hasta 30 cm de altura máxima con un promedio de 7 a 15 centímetros. Tallo floral resistente de color verde sencillo o ramificado y cada ramificación termina en un ripidio bifloro de flores actinomorfas, flores efímeras (sólo un duran un día en promedio 7 horas) de 6 tépalos hasta 25 mm de largo, de colores azul, violetas, registrándose ejemplares albinos, base amarilla, 3 estambres de anteras dorsifijas; ovario trilocular, estilo terminado en 3 ramas bífidas en el ápice. Fruto cápsula trigonal ligeramente obovada que se abre por 3 valvas con numerosas semillas en su interior. 

## Distribución geográfica
Planta endémica que habita entre las regiones de Coquimbo (prov. Limarí) a Biobío (Prov. Concepción) (Marticorena et al. 2001), Rodríguez et al. (2001) y Rodríguez et al. (2018), entre el nivel del mar hasta los 400 metros de altitud. Se estima una extensión de la presencia de la especie en su rango de distribución natural de 18.794 km² y un área de ocupación de la misma de una superficie de 192 km².
Según los antecedentes obtenidos por Fundación Tahay existen registros de la especie para la IV Región de Coquimbo desde en el sector de Corral de Julio (Provincia de Limarí), el cual sería su límite de distribución norte. No existen registros de la especie para la Región del Biobío en donde es citada como límite de distribución de acuerdo con Ravenna et al., 1999 y Rodríguez et al., 2018.

## Preferencias de hábitat de la especie
Según la Clasificación de la Vegetación de Chile de Gajardo (1994), Calydorea xiphioides estaría presente en cerros costeros del Matorral estepario arborescente, en Bosque esclerófilo costero, en Matorral espinoso del secano costero, en Bosque esclerófilo maulino y en Bosque caducifolio maulino.
Habita en el litoral central entre la Región de Coquimbo y la del Biobío, inserto en el monte bajo que queda del bosque esclerófilo original, hacia el sur este matorral alcanza tamaños arbóreos.
Su hábitat son cerros costeros, áridos y asoleados, desarrollándose en extensiones de praderas que surgen en la temporada de primavera en compañía de especies anuales exóticas, nativas y/o endémicas, incluso otras especies de plantas geófitas.

## Principales amenazas actuales y potenciales
A pesar de mencionarse una amplia distribución, probablemente haya disminuido su presencia al sur de Valparaíso, la mayoría de las colectas recientes se ubican en la V región, donde se encontraría afectada por presión de colecta por el interés como planta bulbosa ornamental. 
En la Región de Valparaíso sería también la sustitución de su hábitat por plantaciones de Eucalyptus globulus, riesgo de incendios y la urbanización. Por tener el cormo comestible esta especie fue muy buscada en el pasado. Hoy es extraordinariamente escasa, y difícil de ver dado lo efímero de su floración (Novoa, 2000).
En la Región del Maule, su área de extensión se encuentra amenazada por sustitución de hábitats por Plantaciones de Pinus radiata y la invasión de la especie arbórea Acacia dealbata (Rojas, 2000).

## Estados de Conservación
En el Libro Rojo de la Flora Terrestre de Chile de 1989 se la clasificaba en la categoría "vulnerable" en la provincia de Valparaíso.
En el año 2008 se concluyó en el Decreto Supremo 50/2008 MINSEGPRES según Reglamento de Clasificación de Especies Silvestre (RCE) que la especie está en las categorías de VULNERABLE y RARA.

## Áreas de protección/conservación de la especie
La especie se encuentra citada en el listado de especies del Documento del Plan de Manejo de la Reserva Nacional Lago Peñuelas (CONAF, 1999) emplazada en la V Región de Valparaíso, por lo que se encuentra protegida en esta unidad SNASPE.
Se emplaza en las siguientes unidades de conservación que no pertenecen al SNASPE:
- Cerro Santa Inés (Sitios Ley 19.300), IV Región de Coquimbo
- Costa de Pichidangui (Sitios Ley 19.300), IV Región de Coquimbo
- Estuario Río Aconcagua (Sitios ERB), V Región de Valparaíso
- Humedal Río Aconcagua (Sitios ERB), V Región de Valparaíso
- Laguna Verde (Sitios Ley 19.300), V Región de Valparaíso